# フォローされたら終わり
『フォローされたら終わり』は、AbemaTVのAbemaSPECIALチャンネルで2019年10月27日から12月15日まで配信された日本の配信ドラマ。毎週日曜の22:00に2話ずつ、8週で計16話が配信された。ある行動を契機に、SNSを介してすべての秘密が明かされていく様を描く。

## 概要
映画『ヒロイン失格』や『センセイ君主』などのヒット作を生み出した吉田恵里香の脚本で、劇場版『BACK STREET GIRLS -ゴクドルズ-』や映画『小川町セレナーデ』を手がけた原桂之介が監督を務める。主演は、岡田健史。岡田は本作が初の連続ドラマ主演作となる。
主題歌にはEveが2017年に発表した楽曲『ドラマツルギー』を採用する。
配信1週間前となる2019年10月20日、東京・UDAGAWA BASEで制作発表会見が行われた。
公式略称は『#フォロおわ』。
2020年2月26日の0時20分 - 1時20分にテレビ朝日の「アベマの時間」枠で、「『フォローされたら終わり』超絶危険SNSサスペンス!地上波SP版」が放送された。

## あらすじ
仲村壮太郎をはじめとする高校時代のクラスメイト「元2-3 青高いつめん」の9人。同窓会を開き、社会に出ても離れることのない強い絆を確かめ合うが、通行中に出くわした交通事故、フォローしたら金銭が当たるという「百万円社長」アカウントのフォローをきっかけとして、次第にメンバーの身に誹謗中傷、パスワード流出、ネットストーキングなどの危険が迫る。

## キャスト

### 元2-3 青高いつめん
元青葉第一高校2年3組クラスメイト。文化祭実行委員9人で構成。壮太郎以外は共有でインスタグラムを運用（劇中には登場しない）。
仲村壮太郎
演 - 岡田健史
コピー機リース会社に勤務するサラリーマン。バスケ部エース時代のトラウマから、SNSはやってるもののデジタルに疎く、嫌悪感も持つ慎重派。このため周囲からおじいちゃん呼ばわりをされている。純子と高校時代1週間だけ交際したが、このことがいまだ尾を引いており、ゆまとは互いに思いあう中だが、両者を傷つけたくない思いから交際には至っていない。思ったことがすぐに顔に出る誠実で直線的な性格。
過去と向き合ったことをきっかけにSNSを再開する。
番組宣伝ポスターでの二つ名は『SNS嫌い』。
青柳ゆま
演 - 小川紗良
感情をあまり表に出さない女性。壮太郎とは互いに思いあう中だが、壮太郎が親友・純子の元彼ということもあり、交際には至っていない。高校の文化祭でいなり寿司を持って行ったことが壮太郎の記憶に残っており、純子からは結婚式の友人代表スピーチを任されるなど仲間の記憶に残る優しい性格。だが優しさゆえに様々なトラブルに巻き込まれる。
純子の結婚式後は、投身現場の中継に映ったことで「美人すぎる花嫁の友人」として顔が拡散。勤務するKENJUNの上司からこれを宣伝利用することを提案されたため個人情報がネット民により割り出され、”悪質なファン”に追われる。
番組宣伝ポスターでの二つ名は『本音隠し』。
梶浦勇樹
演 - 中尾暢樹
カジキングのアカウントネームで注目を集める配信者。仲間内での通称はカジ。美由紀とできちゃった結婚した妻帯者。偶然交通事故に出くわし、SNSに動画投稿したことがバズり一躍時のアカウント主となった。カジキンググッズを作り自らも着用するほどだが、妻からはSNS中毒と後ろ指を差されている。
百万円社長にフォローされた後はベッド写真など複数人との浮気現場、娘の個人情報がさらされ炎上。謝罪動画として自身の首吊り動画を配信する。
番組宣伝ポスターでの二つ名は『SNS狂い』。
一ノ瀬純子
演 - 松田るか
デパートの美容部員。間近に金融マンとの結婚を控えている。ゆまとは親友で高校時代は文化祭実行委員だった。一人称は純子。
同窓会後、結婚披露宴で過去のカーセックス動画を流される被害に遭う。ショックから投身を図るも命に別状はなかったが、この一部始終を何者かに中継されたことによりネットニュースにまとめられ、SNSには罵詈雑言が書き込まれるようになる。
番組宣伝ポスターでの二つ名は『自意識過剰』。
上田太陽
演 - ゆうたろう
壮太郎とシェアハウスで共に暮らす友人。純子の結婚式では動画編集も任されていた。性格は甘えん坊でみんなを励ますワンコ系。外面は八方美人だが、実は一流企業社長を父に持つ富豪の家柄で常に誰かと自分を比べている。
就職期間中に女子高生に飲酒を勧める動画を何者かによって撒かれ、内定が取り消しとなり自暴自棄になる。
番組宣伝ポスターでの二つ名は『絶対勝ち組』。
等々力ちはる
演 - 横田真悠
ギャルのネイリスト。誰にでも明るく接し、話を合わせるが内心は不明。学生時代はよく美由紀とつるんでいた。
カジとは成人式のころからひそかに不倫を繰り返しており、浮気相手の一人であった。カジの浮気が暴露されて以降は妻の美由紀から「におわせ」を指摘され、顔面をグーパンチで射抜かれ、軍門に下る。
番組宣伝ポスターでの二つ名は『映え命』。
梶浦美由紀
演 - 堺小春
現在はカジの妻。通称：みゆきち。娘・てぃあらの育児に追われる一児の母。学生時代はよくちはるとつるんでいた。
カジの行動に振りまわされつつも金銭になっているため協力的であり、暴行強襲の自作自演などをカジとともに画策。カジの浮気癖も見抜いており、相手のひとりであるちはるも「処理係」と認識しつつ表向きは友人関係を貫いていた。
番組宣伝ポスターでの二つ名は『SNS依存』。
後藤孝一
演 - 松大航也
学生時代はラグビー部。現在は料理店に勤め、SNSで宣伝活動も行う。男女問わず信頼されており仲間思いだが、一直線な性格。通称：ごっちん。
SNSの使い方には慣れておらず、百万円社長とは無関係に料理店アカウントが炎上したことがある。
演じる松大は元ラグビー部という設定を演じるため、体重を上げ、腕を太くし撮影に臨んだ。
番組宣伝ポスターでの二つ名は『超・単細胞』。
新藤伸信
演 - 犬飼貴丈
冷静沈着なメガネ男子。壮太郎とシェアハウスで共に暮らす友人。職業はデザイナー。直線的な壮太郎を時に止め、時に引っ張り上げる。演じる犬養はキャラクターを「バランサー的人物」と説明している。
百万円社長アカウントをブロックしたはずが、いつの間にかハックされ相互フォロー状態になったことで、勝利したはずのコンペ作品に盗作の疑いがかかり冷静さを失い始める。
番組宣伝ポスターでの二つ名は『非情＆非社交』。

### その他
姫野先生
演 - おのののか
高校時代の教師で2年3組の担任。現代国語担当。フルネームは姫野真子。高校時代のいつめんメンバーによる、「悪ふざけドッキリ動画」を発端とする出来事により、教員免許が偽造であることが暴露され教職を離れている。現在は息子と暮らす。
番組宣伝ポスターでの二つ名は『生徒想い』。
大久保
演 - 津和野諒
純子の結婚相手となる金融マン。東大卒で実家は白金。純子との出会いはマッチングアプリ。
ミズキ
演 - 猪野広樹
SNSの有名人。動画配信者でKENJUNから発売される緑茶飲料「おちゃちゃ」のイメージキャラクターも務めている。ゆまとの交際疑惑を動画で謝罪した。
番組宣伝ポスターでの二つ名は『刺激中毒』。
てぃあら
演 - 森田夢
梶浦夫妻のひとり娘。

### ゲスト
- 壮太郎の同僚社員 - 真崎かれん（1、11）
- 壮太郎の同僚社員 - 六車勇登（1、3、7）
- 壮太郎の同僚社員 - 國本鍾建（1、3、7）
- ゆまの上司 - 兒玉宣勝（1、3、10、12）
- 老人 - 飯田孝男（1、10）
- 純子のカーセックスの相手（タナカカズナリ） - 夕弥（2、9）
- 取材記者 - 野中隆光（3）
- レンタルコピー機会社社長 - 城間真（3、7）
- ゆまの家にやってきた男 - 岡田翔太郎（4）
- ゆまの家にやってきた男 - 櫻井圭佑（4）
- 内定面接官 - 塚本幸男、古賀清（5、6）
- 鈴木啓三（KeizoSuzuki3） - 加藤四朗（5、6、16）
- 酒を強要される女子高生 - 北川美麗、秋葉涼（6）
- 太陽と一緒にいた知人 - 栗原航大、佐竹勇己（6）
- デザイン会社の男 - 西原誠吾（9）
- ニュースTPNアナウンサー - 西澤由夏（10）
- チンピラ役の男たち - 田中良一、高橋良平（12）
- 姫野先生の息子・マサト - 岳藤光希（14、16）

## 劇中用語
劇中SNSはLINEのみが実名で登場する。
- 百万円社長 - 話題のSNSアカウント。相互フォローされることで現金百万円が当選すると噂だが、何者が運営しているのか、何の理由で百万円を贈与しているのかは不明。新藤によるとフォロー解除してもハックされ相互フォローとなる場合がある。
- KENJUN - 清涼飲料水企業。力を入れているのは緑茶飲料の「おちゃちゃ」で、人気配信者のミズキがイメージキャラクターを務める。
- piyotter - 短文SNS。短い動画も送ることができ、梶浦は交通事故動画をここに載せて拡散させた。「百万円社長」のアカウントもこのSNSにある。
- Utube - 動画共有サービス。個人が世界配信でき、ミズキはここを主要プラットフォームとして人気となる[12]。
- フェイスタイム - 招待制SNS。ライブチャット配信も可能[36]で、美由紀はこのサービスを使用し同窓会に参加した。
- NUGGETまとめ - Webキュレーションサービス。

## 音楽
主題歌
「ドラマツルギー」
作詞 - Eve / 作曲 - Eve / 編曲 - Numa / 歌 - Eve（トイズファクトリー）

## スタッフ
- 脚本 - 吉田恵里香
- 監督 - 原桂之介、本田大介、洞功二
- プロデューサー - 池田克彦（AbemaTV）、高橋良昌（ROBOT）、巣立恭平（ROBOT）
- 撮影 - 柳田裕男
- 編集 - 穂垣順之助、岡崎正弥
- 音楽 - agehasprings
- 撮影協力 - 茨城県中央高等学校、つくばフィルムコミッション、八王子フィルムコミッション、『奴隷区 僕と23人の奴隷』（双葉社）
- 制作プロダクション - ROBOT
- 製作著作 - AbemaTV

## 配信日程
| 話数 | 配信日   | サブタイトル                                          | 監督     |
| ---- | -------- | ----------------------------------------------------- | -------- |
| #1   | 10月27日 | 一攫千金!フォローされたら百万円!?                     | 原桂之介 |
| #2   | 10月27日 | 1人目の被害者は、世界一幸せな花嫁                     | 原桂之介 |
| #3   | 11月03日 | 大炎上!?ターゲットは"美人すぎる"あの子                | 原桂之介 |
| #4   | 11月03日 | 「助けて…」知らない男が家の前に!?                     | 原桂之介 |
| #5   | 11月10日 | 「何でその動画が…」エリート就活生が本性暴露で人生終了 | 本田大介 |
| #6   | 11月10日 | 不意打ちのキスと裏切り者                              | 本田大介 |
| #7   | 11月17日 | 「犯人、わかっちゃった」                              | 本田大介 |
| #8   | 11月17日 | 《第1章・完結》大好きな先生の嘘                       | 原桂之介 |
| #9   | 11月24日 | 恋の続きと親友との終わり                              | 洞功二   |
| #10  | 11月24日 | 命より金!?自殺配信で大炎上                            | 洞功二   |
| #11  | 12月1日  | バレたのは、ふたつの三角関係                          | 洞功二   |
| #12  | 12月1日  | 奪い愛⁉女同士のガチバトル                             | 洞功二   |
| #13  | 12月8日  | 覚醒したヒーロー                                      | 洞功二   |
| #14  | 12月8日  | クライマックスのキスをした                            | 原桂之介 |
| #15  | 12月15日 | 犯人、現る。                                          | 原桂之介 |
| #16  | 12月15日 | 【最終回】涙の10分拡大SP 真犯人はフォローする         | 原桂之介 |

※配信時間は1話 - 13話は各16分。14話は21分、15話は18分、16話は24分。